# Polska Synagoga w Warszawie
Polska Synagoga w Warszawie – synagoga, która znajdowała się w Warszawie przy ulicy Nalewki. 
Służyła ona Żydom postępowym, głównie bogaczom, zaawansowanym w asymilacji i integracji z ludnością polską. Kazania głoszono w języku polskim.

## Historia
Synagoga została założona w 1852 roku z inicjatywy Zeliga Natansona. Uroczyste otwarcie nastąpiło 10 kwietnia, kazanie wygłosił rabin Izaak Kramsztyk.
Podczas II wojny światowej Niemcy zburzyli synagogę.